# FIXION
『FIXION』(フィクション) は、日本のロック・バンド THE ORAL CIGARETTESの2枚目のフルアルバムである。2016年1月5日にA-Sketchから発売された。

## 解説
- フルアルバムとしては前作「The BKW Show!!」以来約1年2か月ぶりのリリースとなった[1]。
- 前作と同じく初回限定盤と通常盤の2形態でリリースされた。初回盤DVDには、Vo.山中が声帯ポリープを抱えながら駆け抜けた全国ワンマンツアーおよび夏フェスの様子、その後摘出手術を終え復活に向けた活動を追ったドキュメントを収録。
- アルバム収録曲からは既発のシングル曲3曲を除き、「気づけよBaby」と「A-E-U-I」のPVが製作された[2][3]。

## 収録曲
1. 気づけよBaby [4:13] 
  - テレビ東京系「JAPAN COUNTDOWN」2016年1月度エンディングテーマ。
2. 狂乱 Hey Kids!! [4:11]
  - 4thシングル。UHFアニメ 「ノラガミ ARAGOTO」オープニングテーマ。
3. MIRROR [3:35]
4. STAY ONE [3:33]
5. エイミー [4:54] 
  - 2ndシングル。テレビ東京系「JAPAN COUNTDOWN」2015年4月度エンディングテーマ、KBS京都「京スポ」4月度エンディングテーマ。
6. マナーモード [3:49]
7. 通り過ぎた季節の空で [3:16]
8. カンタンナコト [3:34]
  - 3rdシングル。(※ライブ・フェス会場限定での販売)
9. A-E-U-I [3:57]
10. Everything [4:18]

初回盤DVD
Vo.山中が声帯ポリープを抱えながら駆け抜けた全国ワンマンツアーおよび夏フェスの様子、その後摘出手術を終え復活に向けた活動を追ったドキュメント